# Artabotrys thomsonii
Artabotrys thomsonii este o specie de plante angiosperme din genul Artabotrys, familia Annonaceae, descrisă de Daniel Oliver. Conform Catalogue of Life specia Artabotrys thomsonii nu are subspecii cunoscute.